# Абдреєво
Абдреєво (рос. Абдреево) — село в Новомаликлинському районі Ульяновської області Російської Федерації.
Населення становить 241 особу. Входить до складу муніципального утворення Висококолковське сільське поселення.

## Історія
Від 2004 року входить до складу муніципального утворення Висококолковське сільське поселення.

## Населення
| 2010 |
| ---- |
| 241  |